# Enshrouded
Enshrouded — компьютерная игра в жанре action/RPG с элементами выживания от Keen Games. Игра вышла в раннем доступе 24 января 2024 для Windows. Полноценный релиз игры запланирован в 2025 году на Windows, PlayStation 5 и Xbox Series X/S.

## Игровой процесс
Enshrouded — игра в жанре action/RPG с элементами выживания с видом от третьего лица. Она поддерживает до 16 игроков одновременно. Действие Enshrouded происходит в мире Embervale, где игроки могут строить базы, собирать ресурсы и создавать новое оборудование и снаряжение. Также игроки могут исследовать территории, покрытые толстым слоем тумана под названием The Shroud. Эти области опасны из-за присутствия вражеских монстров и в них можно оставаться только ограниченный период времени, прежде чем их персонаж умрет. В The Shroud можно найти ценные предметы экипировки и сундуки с сокровищами, которые регулярно появляются в этой области.
Как и во многих других играх с элементами выживания, игрокам нужно контролировать уровень голода и жажды персонажа; однако эти параметры влияют только на эффективность персонажа игрока в бою. Употребление воды повышает выносливость, а употребление пищи улучшает его силу. В Enshrouded также присутствует механику сна. Игроки могут использовать различные оружия, чтобы победить врагов, а также они могут уклоняться от вражеских атак и парировать их. После повышения уровня персонажа открываются новые способности, усиливающие боевые возможности и позволяющие выбрать один из трёх классов: Трикстер, Боевой маг или Уцелевший. Также, покачивая персонажа игрок получает планер и абордажный крюк, которые помогают более свободно передвигаться по игровому миру. Если персонаж погибает, игрок сохраняют все свое снаряжение и созданные предметы, утрачивая только собранные ресурсы.

## Разработка
Enshrouded разрабатывается немецкой студией Keen Games, ранее выпустившей Portal Knights. Команда разработчиков вдохновлялась такими проектами, как The Legend of Zelda: Breath of the Wild и Valheim. Хотя на механику боя отчасти повлияли игры жанра Soulslike, проект имеет гораздо более лёгкий порог вхождения. По словам разработчиков, она задумывалась как более приветливая для игроков, не знакомых с симуляторами выживания.
Проект был анонсирован в мае 2023 года. 8-часовая демоверсия была выпущена в ноябре. Enshrouded вышла на ПК в раннем доступе 24 января 2024 года. Также в разработке находятся версии для PlayStation 5 и Xbox Series X/S. Релиз игры запланирован в 2025 году.

## Продажи
За первые четыре дня после запуска было продано более миллиона копий игры. По состоянию на 21 февраля было продано 2 млн копий.